# Dane Sardinha
Dane Sardinha, né le 8 avril 1979 à Honolulu (Hawaï) aux États-Unis, est un joueur américain de baseball évoluant en Ligue majeure de baseball au poste de receveur. Il est présentement agent libre.

## Carrière
Étudiant à la Pepperdine University en Californie, Dane Sardinha est drafté le 5 juin 2000, par les Reds de Cincinnati au deuxième tour de sélection (46e choix). 
Il débute en Ligue majeure le 6 septembre 2003 mais se contente de quelques apparitions au plus haut niveau : un match joué en 2003 et un autre en 2005.
Sardinha devient agent libre à la fin de la saison 2006 et s'engage le 15 décembre 2006 avec les Tigers de Détroit. Il se contente encore d'évoluer principalement en Ligues mineures en tenant le rôle de receveur N°3 puis N°2. 
Il signe avec les Phillies de Philadelphie en janvier 2010 et joue 13 parties avec l'équipe durant la saison suivante.

## Statistiques
En saison régulière
| Statistiques de frappeur |        |    |    |   |    |    |    |    |     |    |       |
| Saison                   | Équipe | J  | AB | R | H  | 2B | 3B | HR | RBI | SB | BA    |
| 2003                     | CIN    | 1  | 2  | 0 | 0  | 0  | 0  | 0  | 0   | 0  | 0,000 |
| 2005                     | CIN    | 1  | 3  | 0 | 0  | 0  | 0  | 0  | 0   | 0  | 0,000 |
| 2008                     | DET    | 17 | 44 | 2 | 7  | 0  | 1  | 0  | 3   | 0  | 0,159 |
| 2009                     | DET    | 12 | 31 | 1 | 3  | 1  | 0  | 0  | 3   | 0  | 0,097 |
| Totaux                   | Totaux | 31 | 80 | 3 | 10 | 1  | 1  | 0  | 6   | 0  | 0,125 |

Note: J = Matches joués; AB = Passages au bâton; R = Points; H = Coups sûrs; 2B = Doubles; 
3B = Triples; HR = Coup de circuit; RBI = Points produits; SB = buts volés; BA = Moyenne au bâton 